# Gus'
Il Gus' (in russo Гусь?) è un fiume della Russia europea centrale, affluente di sinistra dell'Oka (bacino idrografico del Volga).

## Descrizione
Nasce nei pressi della cittadina di Arsamaki, nel Gus'-Chrustal'nyj rajon (oblast' di Vladimir), attraversa il bassopiano paludoso della Meščëra e confluisce nell'Oka dopo quasi 150 km di corso, presso il porto di Zabelino nel Kasimovskij rajon (oblast' di Rjazan'). La direzione del fiume, dapprima meridionale, diventa gradatamente sud-orientale. Il fiume scorre principalmente in mezzo ai boschi. Ha una lunghezza di 147 km. L'area del suo bacino è di 3 910 km². La larghezza va da 5 a 10 metri, a volte, in curva, fino a 20 m. Gela da novembre ad aprile.
Nella parte superiore del fiume ci sono due bacini artificiali: uno vicino al villaggio di Aleksandrovka e uno nella città di Gus'-Chrustal'nyj. Oltre a quest'ultima città, il fiume attraversa anche Gus'-Železnyj a pochi chilometri dalla foce.